# 2015年梅竹賽
民國104年（2015年）乙未梅竹賽為第四十七屆國立清華大學與國立交通大學之間的梅竹賽，在停賽兩年後，於該年3月6日至3月8日舉行。本屆賽事由國立交通大學主辦，國立清華大學協辦，賽事口號為「梅竹餘韻猶未已，乙未復興奏昇平」。3月6日下午在交大田徑場，由清大校長賀陳弘、交大校長吳妍華和新竹市長林智堅敲鑼開打。賽事結果，國立清華大學與國立交通大學以5比5打成平手。

## 賽事結果

### 正式賽
正式賽項目中，桌球、網球、女籃、棋藝、男排等五個項目由國立清華大學獲勝，羽球、棒球、男籃、橋藝、女排等五個項目由國立交通大學獲勝，雙方以5比5打成平手，無總錦標。
| 項目   | 比賽日期                   | 勝隊 | 備註                     |
| ------ | -------------------------- | ---- | ------------------------ |
| 桌球   | 2015年3月6日               | 清大 | 交大棄賽，裁定清大勝     |
| 羽球   | 2015年3月6日               | 交大 | 3：2，交大勝             |
| 網球   | 2015年3月7日               | 清大 | 4：1，清大勝             |
| 棒球   | 2015年3月7日               | 交大 | 12：2，交大勝            |
| 女籃   | 2015年3月7日               | 清大 | 59：54，清大勝           |
| 男籃   | 2015年3月7日               | 交大 | 78：65，交大勝           |
| 棋藝   | 2015年3月7日               | 清大 | 3.5：2.5，清大勝         |
| 橋藝   | 2015年3月7日－2015年3月8日 | 交大 | 50.82：29.18，交大勝     |
| 男排   | 2015年3月8日               | 清大 | 3：2，清大勝             |
| 女排   | 2015年3月8日               | 交大 | 3：0，交大勝             |
| 總錦標 |                            |      | 5：5，雙方平手，無總錦標 |

### 表演賽
| 項目 | 比賽日期      | 勝隊 | 備註                         |
| ---- | ------------- | ---- | ---------------------------- |
| 田徑 | 2015年3月6日  | 清大 | 6分54秒01：7分09秒10，清大勝 |
| 劍道 | 2015年3月6日  | 交大 | 8：4，交大勝                 |
| 圍棋 | 2015年3月7日  | 交大 | 6：5，交大勝                 |
| 女網 | 2015年3月7日  | 交大 | 2：1，交大勝                 |
| 壘球 | 2015年3月26日 | 清大 | 9：4，清大勝                 |

## 爭議
交大方認為清大卓致宇具備役男及學生雙重身分，與清大學則不符，且其上學期未註冊，不符合棒球大專聯賽一般生資格，因此交大方提請諮議會裁定該生是否具有上場資格，最後梅竹諮議會經表決，以贊成五票，反對五票，裁定該生不得參賽。

## 外部連結
- 民國104年（2015年）乙未梅竹賽官方網站 （页面存档备份，存于）
- 台灣棒球維基館－卓致宇 （页面存档备份，存于）